# Gesetz betreffend das Urheberrecht an Werken der bildenden Künste und der Photographie
Das Gesetz betreffend das Urheberrecht an Werken der bildenden Künste und der Photographie, kurz KUG, wurde in Deutschland am 9. Januar 1907 erlassen.
Das aus dem Jahr 1907 stammende Gesetz hat keine amtliche Kurzbezeichnung, wird jedoch umgangssprachlich als Kunsturhebergesetz oder Kunsturheberrechtsgesetz bezeichnet.
Die Schutzfrist des Urheberrechtes für ein Werk der bildenden Künste gemäß § 25 KUG wurde am 13. Dezember 1934 von vormals 30 auf danach 50 Jahre verlängert (Gesetz zur Verlängerung der Schutzfristen im Urheberrecht vom 13. Dezember 1934 (RGBl. II S. 1395)); fristauslösendes Ereignis war das Versterben des Urhebers.
Die Schutzfrist des Urheberrechtes für Photographien gemäß § 26 KUG wurde am 12. Mai 1940 von vormals 10 auf danach 25 Jahre verlängert (Gesetz zur Verlängerung der Schutzfristen für das Urheberrecht an Lichtbildern vom 12. Mai 1940 (RGBl. S. 758)). Das fristauslösende Ereignis war der Zeitpunkt des Erscheinens des Werkes; ausgenommen, das Werk war zu Lebzeiten des Urhebers noch nicht erschienen.
Obige Verlängerungen galten auch für Werke, die zum Zeitpunkt des Inkrafttretens der Gesetze noch geschützt waren, d. h. für solche, bei denen die Schutzfrist noch nicht abgelaufen war.
Das Urheberrecht ist in Deutschland heute im Urheberrechtsgesetz vom 9. September 1965 zusammengefasst. Das Kunsturheberrechtsgesetz wurde zum 1. Januar 1966 größtenteils aufgehoben. In Kraft ist der Teil, der den Schutz von Bildnissen betrifft (Recht am eigenen Bild), genauer: §§ 22, 23, 24, 33, 37, 38, 42, 43, 44, 48 und 50 KunstUrhG.
Hinsichtlich der 25-jährigen Schutzfrist für die nunmehr als Lichtbilder bezeichneten Photographien ergaben sich – abgesehen von der Fristberechnung – vorerst keine Änderungen durch das Urheberrechtsgesetz vom 9. September 1965. Wie in der amtlichen Begründung dargetan, wurde eine gleich lange Schutzfrist, wie bei anderen Werken vorgesehen, für nicht erforderlich angesehen. Weiterhin würde dies die dann in der Praxis regelmäßig erforderliche Abgrenzung zwischen Lichtbildwerken und einfachen Lichtbildern erfordern, die zu außerordentlichen Schwierigkeiten führen würde.
Relevant sind aktuell nur noch §§ 22 ff. für das Recht am eigenen Bild.
Inwiefern das Kunsturheberrechtsgesetz nach Inkrafttreten der Datenschutz-Grundverordnung (DSGVO) noch allgemein anwendbar ist oder ob die Veröffentlichung von Bildern nur nach den Bestimmungen der DSGVO geregelt ist, ist umstritten. 2019 hat Deutschland das KUG an die EU-Kommission als Regelung zur Umsetzung der Öffnungsklausel in Art. 85 DSGVO zum Schutz der Freiheit der Meinungsäußerung und Informationsfreiheit notifiziert. Das KUG dürfte im Anwendungsbereich dieses Artikels weiterhin anwendbar sein, also für Verarbeitungen zu journalistischen, wissenschaftlichen, künstlerischen oder literarischen Zwecken. Der BGH hat 2020 entschieden, dass das KUG zumindest im Bereich des Journalismus weiterhin angewandt werden kann.